# Roland Schmid (Kameramann)
Roland „Roli“ Schmid (* 1955 in Möriken) ist ein Schweizer Kameramann.

## Leben
Roland Schmid wurde 1955 in Möriken geboren. Er absolvierte eine Fotografen-Ausbildung in Olten und ging später an die Kunstgewerbeschule Bern. Danach absolvierte er bei Condor Films von 1979 bis 1985 eine Ausbildung zum Kamera-Assistenten. Seit 1985 ist er als Kameramann tätig. Er drehte zunächst vor allem Industrie- und Werbefilme. Später folgten erste Arbeiten für Dokumentar- und Spielfilme wie Ernstfall in Havanna oder Achtung, fertig, Charlie!. 2012 filmte er den Tatort: Hanglage mit Aussicht.

## Filmografie (Auswahl)
- 1994: Jagdzeit (Kurzfilm)
- 1998: Bevor es dunkel wird (Kurzfilm)
- 2000: Timing (Kurzfilm)
- 2001: Studers erster Fall (Fernsehfilm)
- 2002: Ernstfall in Havanna
- 2003: Achtung, fertig, Charlie!
- 2004: Fremde im Paradies (Fernsehfilm)
- 2005: Ohne Gewähr (Kurzfilm)
- 2005: Undercover
- 2006: Millionenschwer verliebt (Fernsehfilm)
- 2007: Breakout
- 2007: Tell
- 2008: Tag und Nacht (Fernsehserie)
- 2011: Der Fall Bella (Kurzfilm)
- 2011: Mord hinterm Vorhang
- 2012: Tatort: Hanglage mit Aussicht (Fernsehfilm)
- 2013: Stärke 6 (Fernsehfilm)